# Церба
Церба (італ. Zerba) — муніципалітет в Італії, у регіоні Емілія-Романья,  провінція П'яченца.
Церба розташована на відстані близько 410 км на північний захід від Рима, 165 км на захід від Болоньї, 55 км на південний захід від П'яченци.
Населення — 78 осіб (2014).

## Демографія
Населення за роками:

Станом на 1 січня 2023 року в муніципалітеті офіційно проживали 4 іноземці з 4 країн, серед них 3 громадяни країн Євросоюзу та 1 громадянин України.

## Сусідні муніципалітети
- Бралло-ді-Прегола
- Кабелла-Лігуре
- Чериньяле
- Фаббрика-Куроне
- Оттоне
- Санта-Маргерита-ді-Стаффора